# Crepis praemorsa
Crepis praemorsa là một loài thực vật có hoa trong họ Cúc. Loài này được (L.) Tausch mô tả khoa học đầu tiên năm 1828.